# شريف الموصلي
شريف الموصلي (1266 - 1358 هـ / 1849 - 1939 م) هو شاعر ، من أهل الموصل.
هو شريف بن محمد الموصلي. ولد في الموصل، وفقد بصره وهو صغير. حفظ القرآن الكريم، ودرس أصول التجويد والفقه.
له عدة موشحات، جائت في كتاب :«ديوان الموشحات الموصلية» لصاحبه محمد نايف الدليمي ، و له ديوان مخطوط سماه: «شغف المسلوب في حبات القلوب» - وهي عند حفيده أحمد مجيد الملا شريف بالموصل.